# Fabrique Automobile Belge
Fabrique Automobile Belge war ein belgischer Hersteller von Automobilen aus Schaerbeek. Der Markenname lautete FAB.

## Unternehmensgeschichte
1912 übernahm FAB die Fabrikanlagen des in Konkurs gegangenen Automobilherstellers Vivinus in Schaarbeek. 1914 endete die Produktion.

## Fahrzeuge
Das Unternehmen stellte die Vierzylindermodelle 12/16 CV Type C mit 2121 cm³ Hubraum und 20/28 CV Type B mit 3562 cm³ Hubraum her. Die Magnetzündung kam von Bosch, der Vergaser von Zenith, das Getriebe hatte vier Gänge, die Bremsen wirkten auf die Hinterräder und auf die Kraftübertragung (Getriebebremse).
Die Fahrzeuge  wurden auch in Rennen eingesetzt.